# Roland Herdmann
Roland Herdmann es un deportista de la RDA que compitió en luge. Ganó una medalla de oro en el Campeonato Europeo de Luge de 1976, en la prueba doble.

## Palmarés internacional
| Campeonato Europeo | Campeonato Europeo    | Campeonato Europeo | Campeonato Europeo |
| Año                | Lugar                 | Medalla            | Prueba             |
| ------------------ | --------------------- | ------------------ | ------------------ |
| 1976               | Hammarstrand (Suecia) | Medalla de oro     | Doble              |